# Josef Švec (legionář)
Josef Švec (8. srpna 1888 Prostějov – 23. červen 1942 Kounicovy koleje) byl Československý legionář a odbojář v období druhé světové války popravený nacisty.

## Život
Josef Švec se narodil 8. srpna 1888 v Prostějově svobodné matce Anně Švecové. Vystudoval reálku a začal pracovat jako příručí. Po vypuknutí první světové války byl povolán do c. a k. armády a jako příslušník 3. pěšího pluku odeslán na ruskou frontu, kde padl 15. prosince 1914 v hodnosti šikovatele do zajetí. V červenci 1917 podal v Bobrujsku přihlášku do Československých legií, kam byl 15. listopadu téhož roku přijat. Působil v Rusku, poté byl odeslán do Francie, kde se stal příslušníkem 21. střeleckého pluku. Dosáhl hodnosti rotmistra. Po návratu do Československa pokračoval v armádní službě, mj. u 21. dělostřeleckého pluku v Čáslavi. V roce 1920 se oženil s učitelkou Růženou Orlichovou. Po německé okupaci v březnu 1939 vstoupil do protinacistického odboje, podrobnosti jeho činnosti ani činnosti jeho manželky nejsou známy. Za svou činnost byli oba zatčeni gestapem a 23. června 1942 popraveni v brněnských Kounicových kolejích. Jejich těla byla zpopelněna o den později v brněnském krematoriu.